# تپه قلعه گبری گرد
تپه قلعه گبری گرد مربوط به دوره اشکانیان است و در شهرستان مریوان، بخش مرکزی، روستای دری واقع شده و این اثر در تاریخ ۲ بهمن ۱۳۸۲ با شمارهٔ ثبت ۱۰۷۷۸ به‌عنوان یکی از آثار ملی ایران به ثبت رسیده است.